# Захаров, Матвей Иванович
Матвей Иванович Захаров (18 ноября 1918, село Усть-Буконь, Туркестанский край — 1 февраля 1978, СССР) — колхозник, тракторист, Герой Социалистического Труда (1948).

## Биография
Родился в 1918 году в селе Усть-Буконь, Туркестанский край (сегодня — Куршимский район, Восточно-Казахстанская область, Казахстан). Трудовую деятельность начал с двенадцатилетнего возраста, вступив в 1930 году в местный колхоз. Окончив курсы трактористов, стал работать с 1938 года в Куршимской МТС. В 1941 году стал работать в колхозе имени Кирова. В этом же году был назначен бригадиром тракторной бригады.
Ежегодно тракторная бригада под управлением Матвея Захарова выполняла план. В 1947 году бригада собрала по 22,02 центнера пшеницы с участка площадью 152 гектаров. За этот доблестный труд Матвей Захаров был удостоен в 1948 году звания Героя Социалистического Труда.

## Награды
- Медаль «За доблестный труд в Великой Отечественной войне 1941—1945 гг.»;
- Герой Социалистического Труда (1948);
- Орден Ленина (1948);